# Altmühltal-Radweg
De Altmühltal-Radweg (Altmühldalfietsroute) is een langeafstandsfietsroute in Duitsland. De route volgt grotendeels de rivier de Altmühl tot de monding in de Donau. De route is bewegwijzerd in twee richtingen.

## Traject
De route start in Rothenburg ob der Tauber waar aansluitingen zijn met de Romantische Straße, de Aischtal-Radweg en de Burgenstraße. In Colmberg komt de route op de rivier de Altmühl uit (de bron ligt noordelijker). De route volgt de loop van de rivier. In Treuchtlingen mondt de Rednitz uit in de Altmühl. 
Bij het eindpunt Kelheim kan de EuroVelo EV6 Atlantische kust naar de Zwarte Zee worden opgepakt, evenals de Donauradweg.

## Aansluitingen met Europese fietsroutes
- In Kelheim kan worden aangesloten op de EuroVelo EV6 Atlantische kust naar de Zwarte Zee.

## Aansluitingen met andere fietsroutes
- In Rothenburg ob der Tauber kan worden aangesloten op de Romantische Straße.
- In Rothenburg ob der Tauber kan worden aangesloten op de Aischtal-Radweg.
- In Rothenburg ob der Tauber kan worden aangesloten op de Burgenstraße.
- In Kelheim kan worden aangesloten op de Donauradweg.